# Mastus transsylvanicus
Mastus transsylvanicus is een slakkensoort uit de familie van de Enidae. De wetenschappelijke naam van de soort is voor het eerst geldig gepubliceerd in 1883 door M. von Kimakowicz.